# محمدرضا لطفی
محمّدرضا لطفی (۱۷ دی ۱۳۲۵ – ۱۲ اردیبهشت ۱۳۹۳) ردیف‌دان، موسیقی‌دان و آهنگ‌ساز ایرانی بود. او نوازندهٔ برجستهٔ تار، سه‌تار و کمانچه و نیز پژوهشگر و مدرس موسیقی سنتی ایرانی بود. او از چهره‌های تأثیرگذار موسیقی ایرانی بود که با خلق آثاری چون «ایران ای سرای امید»، «کاروان شهید»، «برادر بی‌قراره» و «عشق داند» به میان تودهٔ مردم راه یافت.
لطفی بنیان‌گذار کانون فرهنگی و هنری چاووش، گروه شیدا و مکتب‌خانه میرزا عبدالله بود و هنرمندان بسیاری از جمله مجید درخشانی، صدیق تعریف، حمید متبسم و حسین بهروزی‌نیا را تربیت کرد. او در کنار تار و سه‌تار، کمانچه، دف، نی و سنتور نیز می‌نواخت. او به مدت دو سال، ریاست پردیس هنرهای زیبای دانشگاه تهران را بر عهده داشت.
لطفی تجربه همکاری با خوانندگانی چون تاج اصفهانی، غلامحسین بنان، محمدرضا شجریان و شهرام ناظری را داشت و همچنین خوانندگانی چون هنگامه اخوان، صدیق تعریف، محمد گلریز و محمد معتمدی، علیرضا شاه‌محمدی و امیر اثنی‌عشری را نخستین بار او به جامعهٔ موسیقی معرفی کرد.

## زندگی

### از کودکی تا خروج از مرکز حفظ و اشاعه
محمّدرضا لطفی در ۱۷ دی سال ۱۳۲۵ در شهر گرگان، در خانواده‌ای فرهنگی که پدر و مادر هر دو معلم بودند، زاده شد. مادرش از اهالی گرگان و پدرش زادهٔ خلخال بود و از آن‌جا که در اثر شیوع بیماری وبا، تمام خانواده‌اش را از دست داده بود، به رودسر نزدِ یکی از اقوامش فرستاده می‌شود. این دو در دوران جوانی و زمانی که به معلمی اشتغال داشتند، طی فرمانی از رضاشاه که تمامی معلم‌های مجرد را ظرف سه ماه به ازدواج موظف کرده‌بود، با یکدیگر ازدواج کردند، و به مدت ۱۵ سال در ترکمن‌صحرا به معلمی پرداختند. مادر لطفی حرفهٔ معلمی را پی گرفت و آن را ادامه داد. طبق گفتهٔ لطفی، به تدریس قرآن نیز مشغول بود؛ اما پدرش پس از مدتی کار معلمی را رها کرد و به تجارت و زراعت پرداخت. لطفی پدر و مادر خود را عاشق و دوست‌دارِ موسیقی معرفی می‌کند، و اضافه می‌کند که پدرش خواننده و نوازندهٔ تار نیز بوده است. وی معتقد است که صدای پدرش به صدای رضاقلی‌میرزا ظِلّی شباهت داشته است، اما با زنگ بیشتر. علاوه بر پدر لطفی، برادرش نیز نوازندهٔ تار بود، که هر دوی آن‌ها از طریق یکی از دوستان پدر لطفی با این ساز آشنا شده بودند. لطفی می‌گوید با تار برادرش بزرگ شده است و بیشتر تحت تأثیر تارنوازی برادرش بوده تا زندگی فرهنگی پدرش.

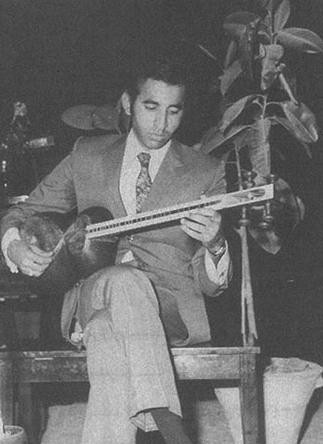
محمدرضا لطفی در سنین جوانی در حال تارنوازی

لطفی در همان شهر گرگان تحصیلاتِ عمومی‌اش را گذراند و در آغازِ جوانی برای فراگیریِ ساز تار به تهران نقل مکان کرد. او در ابتدا در کلاس‌هایِ شبانهٔ هنرستانِ موسیقی نام‌نویسی کرد، و سپس به کلاس‌هایِ روزانه نیز راه یافت. آشنایی لطفی با حسین علیزاده و داریوش طلایی نیز مربوط به همین زمان (سال اول حضورش در هنرستان موسیقی) می‌باشد. او به مدت پنج سال در کلاس‌های آزادِ هنرستان موسیقی به آموختن موسیقی نزد اشخاصی چون علی‌اکبر شهنازی و حبیب‌الله صالحی پرداخت. لطفی در دورهٔ هنرستان به دعوتِ حسین دهلوی به ارکستر صبا رفت و به عنوان نوازندهٔ تار مشغول به کار شد و در سال ۱۳۴۳ جایزه نخست موسیقی‌دانان جوان را نیز کسب کرد. او پس از راه‌یابی به دانشگاه، در سال تحصیلی ۱۳۵۲–۱۳۵۳ زیر نظر محمد تقی مسعودیه، و با رسالهٔ موسیقیِ آوازیِ ایران — مکتب اصفهان و تبریز موفق به دریافت مدرک کارشناسی از دانشکده هنرهای زیبای تهران شد و در همان‌جا شروع به تدریس کرد. در سال ۱۳۵۳ به عضویت گروه علمی دانشکده موسیقی درآمد، و به مدت یک سال و نیم مدیر گروه موسیقی دانشکده هنرهای زیبای دانشگاه تهران بود تا اینکه در نهایت از این سمت استعفا کرد.
لطفی پس از ورود به دانشگاه به مرکز حفظ و اشاعهٔ موسیقی راه یافت و در این زمان در فراگیریِ ردیف‌های آوازی وسازی از اشخاصی مانند نورعلی برومند، عبدالله دوامی و سعید هرمزی نیز بهره جست. او اما خیلی زود از مرکز حفظ و اشاعه خارج شد که گفته می‌شود دلیلِ آن مشکلاتِ میانِ وی و داریوش صفوت، مدیرِ آن زمانِ مرکز، بر سرِ اعتقاداتِ چپ‌گرایانهٔ لطفی بوده است. ارشد تهماسبی معتقد است که لطفی این مرکز را از آن جهت که از راهِ اصلیِ خود منحرف شده‌بود، رها کرد و از آن خارج شد. لطفی اما رابطه‌اش را با نورعلی برومند حفظ کرد و به او وفادار ماند.

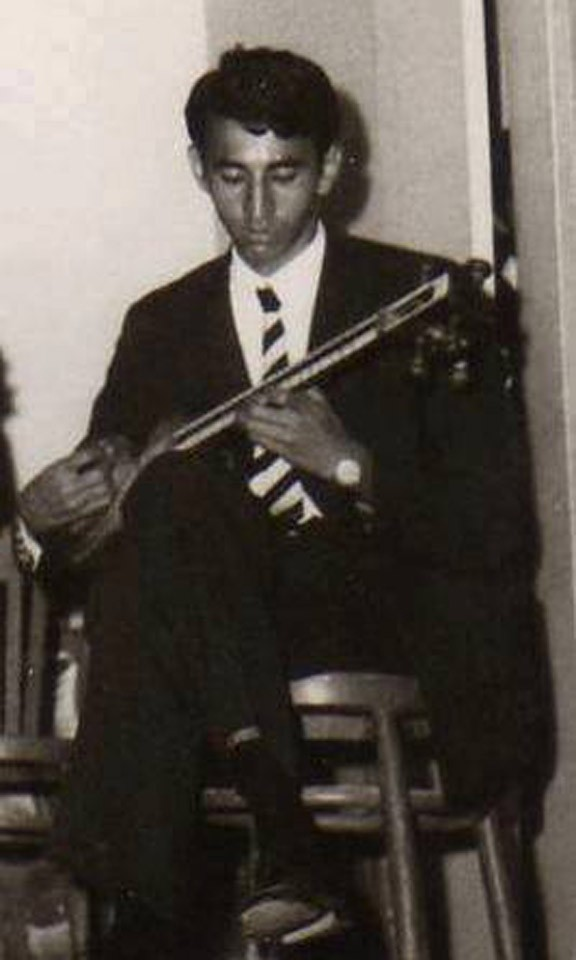
محمدرضا لطفی در سنین جوانی در حال تارنوازی

لطفی هم‌زمان با تار، به نوازندگیِ ویولن کلاسیک نیز مشغول بود و به گفتهٔ خودش، زمانی در ۲۳ سالگی پس از اینکه تمامیِ آموزش‌های ردیف، رِنگ‌ها، ضربی‌ها و… را پشتِ سر گذاشته بود، موسیقیِ ایرانی را رها کرد تا به سراغ موسیقی کلاسیک غرب برود و در آمریکا ادامهٔ تحصیل بدهد؛ بنابراین برای مدت‌ها تنها به فعالیت در زمینهٔ موسیقی کلاسیک غربی، و نوازندگیِ ویولن پرداخت. خودش نقل می‌کند که پس از مدتی یک روز چشمش به سه‌تارش، که روی دیوار اتاق آویزان بود، افتاد و از رویِ دل‌تنگی با این ساز، سه‌تار را برداشته و به نواختن مشغول شده است. وی اضافه می‌کند:
«همین که دوتا ناخن به آن زدم، اشک از چشمانم سرازیر شد. دیدم که موسیقیِ غرب چنین حالتی را هیچ وقت به من نمی‌دهد.»
لطفی می‌گوید که پس از این اتفاق، از آنجا که موسیقی ایرانی به وی احتیاج داشت، تصمیم گرفته است که فقط به موسیقی ایرانی بپردازد، و موسیقیِ کلاسیک را تنها به عنوان پشتوانه در اندیشهٔ خود همراه داشته باشد.

### ورود به رادیو و تشکیل گروه شیدا
فعالیتِ رسمیِ لطفی از سال ۱۳۵۰ آغاز گردید، هرچند که پیش از آن نیز چندین‌بار در سنندج و گرگان بر رویِ صحنه به اجرا پرداخته بود.
لطفی پس از خروج از مرکز حفظ و اشاعه به رادیو رفت و با حمایتِ هوشنگ ابتهاج جذبِ این سازمان شد. وی برای حضور در رادیو بایستی از آزمون ورودی عبور می‌کرد، اما به پیشنهاد دوستانش تصمیم گرفت در آزمون شرکت نکند، بلکه آهنگی بسازد و آن را به رادیو ببرد. لطفی تصنیفی که سال‌ها پیش بر رویِ یکی از شعرِهایِ مولانا ساخته بود را به رادیو، پیشِ هوشنگِ ابتهاج، مسؤول وقتِ موسیقیِ رادیو برد. این تصنیف در نهایت به تصویبِ رادیو رسید، و با تنظیمِ جواد معروفی برایِ ارکستر بزرگ رادیو، و خوانندگیِ مرضیه ضبط شد. این کار نخستین کارِ لطفی بود و با نامِ «گل‌هایِ تازهٔ شمارهٔ ۱۲۶» در سال‌هایِ ۱۳۵۴ و ۱۳۵۵ از رادیو پخش شد. در این برنامه لطفی خودش تک‌نوازیِ تار را بر عهده داشت، و همنوازیِ تمبک را ناصر فرهنگ‌فر انجام می‌داد. تا پیش از این برنامه هنرمندانی که حتی یکی از ردیف‌های موسیقیِ ایرانی را به‌طور کامل حفظ باشند بسیار نادر بودند، و اجرای برنامه بر اساسِ جملاتِ ردیفی کارِ غیرمعمولی بود. لطفی اما اساسِ تک‌نوازی‌هایش در این برنامه را جملاتِ ردیفی قرار داده بود، که این کار در آن زمان حرکتی نو به حساب می‌آمد. از همان زمان دو دستگیِ عمیقی در میانِ دوست‌دارانِ موسیقی، نسبت به سبکِ کارِ لطفی به وجود آمد، عده‌ای به شدّت شیفتهٔ کارِ او، و عده‌ای منکرِ زیبایی‌های کارش شدند.
پس از ورودِ لطفی به رادیو، هوشنگ ابتهاج که برای ترویج و اشاعهٔ موسیقیِ ایرانی، از مدیرِ وقتِ رادیو بودجهٔ جداگانه‌ای گرفته‌بود، از لطفی درخواست کرد تا گروهی تشکیل دهد و به تولیدِ کارهایی در موسیقیِ ایرانی بپردازد. اعضایِ ابتدایی گروهِ لطفی را خانوادهٔ کامکارها، زیدالله طلوعی، هادی منتظری و درویش‌رضا منظمی تشکیل داده‌بودند. این گروه بنا به خواستِ ابتهاج، به بازآفرینیِ ساخته‌های گذشتگان پرداخت، و چون نخستین کاری که به‌وسیلهٔ این گروه تولید شد، از ساخته‌های علی‌اکبر شیدا بود، به پیشنهادِ ابتهاج، نامِ گروه را شیدا گذاشتند. البته محمدرضا لطفی با همکاری علی‌اکبر شکارچی، حسین عمومی و ناصر فرهنگ‌فر پایه‌های تأسیس گروه شیدا را در سال ۱۳۵۱ در دانشگاه تهران ریخته بود، اما فعالیت رسمی این گروه در سال ۱۳۵۳ با همکاری هوشنگ ابتهاج در رادیو ایران آغاز شد.
ابتهاج برایِ معرفیِ بهترِ کارهایِ این گروه، در رادیو برنامه‌ای با نامِ «گلچین هفته» را پایه گذاشت که هر جمعه صبح، به پخشِ کارهای گروه شیدا می‌پرداخت. این برنامه در معرفیِ موسیقیِ ایرانیِ مبتی بر ردیف به جوانان، و جذبِ آنان به موسیقیِ ایرانی تأثیر بسیار فراوانی داشت. اشتیاقی که در آن دوره در میانِ مردم برای یادگیری و نوازندگی تار ایجاد شد، باعث افزایش قیمتِ تار از دو تومانِ آن زمان به پنجاه تومان شد؛ و به عبارتی به گفتهٔ ابتهاج، لطفی تار را گران کرد.

#### کنسرت راست پنجگاه

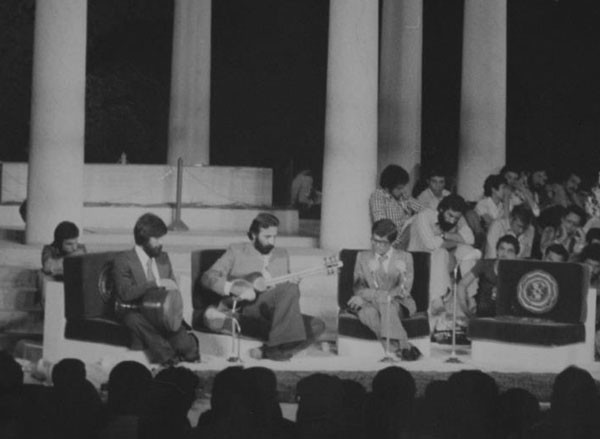
محمدرضا شجریان، لطفی و ناصر فرهنگ‌فر در جشنوارهٔ موسیقی جشن هنر شیراز سال ۱۳۵۴، اجرای زندهٔ راست‌پنجگاه

در سال ۱۳۵۴ در جشنواره موسیقی جشن هنر شیراز به همراه محمدرضا شجریان و ناصر فرهنگ‌فر به اجرای راست پنجگاه پرداخت که بسیار مورد توجه قرار گرفت. دستگاه راست پنجگاه در نزد قدما به عنوان فن آخر شناخته می‌شد، و در واقع این دستگاه، آخرین دستگاهی بود که استادان به نوازنده یا خواننده آموزش می‌دادند. تا پیش از اجرای این اثر در جشن هنر شیراز، سالیان درازی بود که هیچ قطعه‌ای در این دستگاه اجرا نمی‌شد و در واقع این دستگاه مهجور مانده بود. علت عدم اجرا در این دستگاه، فراگیری دشوارِ آن بود؛ چراکه در راست پنجگاه، مایه‌گردانی نسبت به دستگاه‌های دیگر به مراتب بیشتر انجام می‌شود، و به همین دلیل، در فراگیری و اجرای آن دقت بسیاری لازم است. این اجرا به گفتهٔ ارشد تهماسبی، هنوز هم بهترین محک برای سنجش آثارِ دیگر هنرمندان در اجرای ساز و آواز می‌باشد. تهماسبی می‌گوید این نخستین بار بود که شنوندگان، بدونِ احساسِ خستگی، ساز و آوازی طولانی را تا آخر گوش دادند. این اجرا علاوه بر مخاطبان خاصِ موسیقی سنتی، توجه طیف وسیعی از مخاطبانِ عام را نیز به خود جلب کرد. ارشد تهماسبی دلیل این جذابیت را اجرایِ قاعده‌مندِ لطفی می‌داند، و معتقد است که لطفی با حذفِ بزک‌های ظاهریِ معمولِ آن روزها، عمق و جوهر ذاتی موسیقی ایران را متجلی کرد.

#### کنسرت چهره به چهره و استفاده از دف برای نخستین بار
علاوه بر برنامهٔ گلچین هفته که به پخشِ کارهای گروه شیدا می‌پرداخت، این گروه کنسرت‌هایی را نیز در گرگان، طوس و شیراز اجرا کرد. در جشن هنر شیراز که گروه شیدا با خوانندگی محمدرضا شجریان، در دستگاه نوا قطعاتی را اجرا کرد، لطفی برای نخستین بار از ساز دف در موسیقی سنتی ایران استفاده کرد، که نوازندگی آن را بیژن کامکار بر عهده داشت. این ساز، تا پیش از این تنها در کردستان و خانقاه‌ها نواخته می‌شد و برای اکثر ایرانیان ناشناخته بود؛ چرا که معتقد بودند این ساز را نباید برای نامحرم نواخت. دف هم‌اکنون از جایگاه خاصی در موسیقیِ ایرانی برخوردار است، اما پیش از اینکه لطفی آن را وارد موسیقی ایرانی کند، عملاً بیکار بوده است. لطفی نیز در طی دوران اقامتش در کردستان با این ساز آشنا شده‌بود. وی می‌گوید از آن‌جایی که نمی‌توانست با خود، دف‌نواز به تهران بیاورد، پس خودش شخصاً نوازندگی با این ساز را آموخت، و تصمیم گرفت تا سلحشوریِ موجود در صدا و ریتم دف را در فرم‌های مختلفِ موسیقی سنتی اعم از پیش‌درآمد، تصنیف و حتی برخی قسمت‌های ردیف وارد کند.

### استعفا و خروج از رادیو
اعضای گروه شیدا در سال ۵۷ در حال آماده‌سازی خود برای اجرای کنسرت «به یادِ عارف» در ۲۱ شهریورماه همان سال در مسکو بودند که حوادث ۱۷ شهریور ۵۷ به وقوع پیوست. لطفی می‌گوید که خودش شاهد و ناظر این اتفاقات بوده است. وی می‌گوید که روزِ پس از این واقعه، زمانی که برای تمرین به ساختمان رادیو وارد شده، با نیروهایِ گارد مواجه شده که برای پنهان ماندن از چشم مردم در محوطه ساختمان رادیو مستقر شده‌بودند. لطفی بنا به گفتهٔ خودش با دیدن این صحنه برآشفته و بعد از اینکه ابتهاج را از این موضوع و ناراحتی‌اش آگاه می‌کند، اعلام می‌کند که به عنوان یک موسیقی‌دان نمی‌تواند در رادیویی که پایگاه نیروهای مسلح شده کار کند، و قصد دارد تا به نشان اعتراض به وقایع ۱۷ شهریور از رادیو استعفا دهد. لطفی اعضای گروه را از تصمیمی که گرفته با خبر می‌کند، ولی از آنان می‌خواهد که به کارشان ادامه دهند. اما در نهایت با پیشنهادِ ابتهاج، که معتقد بود اگر لطفی به تنهایی استعفا دهد می‌تواند برایش خطرناک باشد و امکان دارد وی را بازداشت کنند، تمامیِ اعضای گروهِ شیدا با هم استعفا می‌دهند. نامهٔ استعفای گروه شیدا با دست خط محمدرضا شجریان نوشته شد، و یک روز پس از آن برای مدیر عامل رادیو و تلویزیون وقت فرستاده شد. هوشنگ ابتهاج نیز یک روز بعد به صورت مستقل از رادیو و تلویزیون استعفا داد.

### تشکیل کانون فرهنگی و هنری چاووش

نماد کانون فرهنگی و هنری چاووش بر روی یکی از آلبوم‌ها

پس از استعفای اعضای گروه شیدا، گروه عارف نیز – که چندی پس از تشکیل گروه شیدا، با همان هدفِ بازخوانی آثار گذشتگان با پشتیبانی ابتهاج و آهنگ‌سازی حسین علیزاده و پرویز مشکاتیان در رادیو تشکیل شده بود – در اعتراض به واقعه ۱۷ شهریور از رادیو و تلویزیون استعفا کرد. این موسیقی‌دانان به نام جریان احیا نامیده شده بودند و تحت حمایت رضا قطبی رئیس وقت رادیو تلویزیون بودند. از آن پس گروه شیدا به همراه گروه عارف، که پس از استعفا، به آنان پیوسته بود، به صورت مستقل به فعالیت خود ادامه دادند. زیرزمین منزل لطفی مکانی بود که این دو گروه در آن جمع می‌شدند و به اجرا و ضبط سرودهای انقلابی ضد دودمان پهلوی می‌پرداختند. خود اعضای گروه این اجراها را پس از ضبط و تکثیر در همان زیرزمین به فروش می‌رساندند. این سرودها در سه مرحله اجرا ضبط شد. در مرحلهٔ نخست این سرودها بدون ساز و به صورت کُر ضبط شد تا اعضای گروه شناسایی نشوند، سپس همان اجراها را حسین علیزاده با یک ماندولین و گروه کُر دوباره ضبط کرد، و در نهایت زمانی که پایه‌های دودمان پهلوی سست شده‌بود، همان اجراها به صورت گروه‌نوازی در استودیو ضبط و تکثیر شد که نخستین محصولِ آن سرودهای «شب‌نورد» و «آزادی» بود، که سپس نام چاووش ۲ گرفت.
مدتی بعد با اضافه‌شدنِ نوازندگانِ دیگر به این گروه، زیرزمین منزل لطفی دیگر گنجایش کافی نداشت. هوشنگ ابتهاج برای حل این مشکل، ساختمان سه طبقهٔ بزرگی را در اختیار این گروه قرار داد، و با پیشنهاد خودش نام این مرکز را کانون چاووش گذاشت. بنا به گفتهٔ زیدالله طلوعی، از آن‌جا که حسین علیزاده تازه به آنان ملحق شده‌بود، لطفی از او خواسته بود تا مجوز این کانون را به نام حسین علیزاده بگیرد، تا بتواند او را در کانون ماندگار کند؛ در نهایت نیز مجوز به نام حسین علیزاده ثبت شد. مدیریت کانون را هوشنگ ابتهاج بر عهده گرفت، لطفی رئیس هیئت امنا شد و مدیریت آموزشگاه نیز به حسین علیزاده محول شد. قسمت آموزشگاه کانون، علاوه بر کلاس‌های نوازندگی، سه کلاس آواز داشت که هر کدام از این کلاس‌ها را محمدرضا شجریان، شهرام ناظری و نصرالله ناصح‌پور اداره می‌کردند.
آثار کانون چاووش هم از جایگاه اجتماعی – سیاسی مهمی بهره‌مند هستند و هم از دیدگاه موسیقایی تحول و پیشرفت مهمی در زمینه موسیقی سنتی ایران به وجود آوردند که تأثیر مهمی هم در سبک و شیوه اجرایی (چه نوازندگی چه خوانندگی)، هم در نوع رویکرد به یک قطعه موسیقایی به مثابه یک کل، هم در شیوه رنگ آمیزی و صدادهی ارکستر و به ویژه در تلاش برای استفاده از تکنیک چندصدایی‌نویسی در موسیقی سنتی ایرانی گذاشت.
حسین علیزاده می‌گوید این کارها تجربه‌ای جدید در موسیقی ایرانی بود، که تا پیش از آن سابقه نداشت، و ما در هیچ جا آموزش ندیده بودیم که موسیقی ایرانی می‌تواند علاوه بر موسیقی محفل، موسیقی‌ای در خدمت جامعه نیز باشد؛ و این چیزی بود که جامعه خودش به ما یاد داد. لطفی در چاووش ۲ که نخستین کار کانون چاووش با تأثیر از فضای سیاسیِ آن روزِ جامعهٔ ایران بود، از همان موسیقیِ دستگاهی و ساز و آوازی با ایجاد تغییرهایی استفاده کرد. به‌طور مثال او علاوه بر اینکه اشعاری انقلابی برای این کار انتخاب کرده بود، از ابزار دکلاماسیون در شروع کار بهره برد، و همچنین با ایجاد تغییراتی در آوازخوانیِ شجریان، برخلافِ عرفِ معمول در آواز سنتی، به جای شروعِ اجرا از درآمد، آواز از اوج شروع شد. لطفی همچنین در سرود آزادی، از طبل ریز استفاده کرد، و در تکرارِ شعر، هم‌خوانیِ گروهی را جایگزینِ صدای شهرام ناظری کرد. علاوه بر این‌ها هنگامِ آوازخوانیِ ناظری، به جای جوابِ آواز بر طبق عرف، گروه‌نوازیِ آهنگی ضربی را در پس‌زمینهٔ آواز اجرا کرد، که پس از آن به شگرد خاصِ خودش بدل گشت، و به مراتب در کارهای دیگران تا به امروز تکرار و تقلید شده است.
سپس ۱۲ آلبوم چاووش (به صورت رسمی ۱۰ آلبوم) شامل چاووش ۱، چاووش ۲، چاووش ۳، چاووش ۴، چاووش ۵، چاووش ۶، چاووش ۷، چاووش ۸، چاووش ۹، چاووش ۱۰، چاووش ۱۱، و چاووش ۱۲ منتشر شدند؛ که از میان این آلبوم‌ها، مجموعه‌های ۲ تا ۸ تحت تأثیر فضای سیاسیِ آن زمانِ ایران، با اشاره‌ها و استعاره‌های روشنی به وقایع، افراد و گروه‌های سیاسی آن دوره ساخته شده‌بودند.
در کنار این فعالیت‌ها، روزهای پنج‌شنبهٔ هر هفته در کانون چاووش کنسرت‌های تک‌نوازی یا هم‌نوازی‌ای با تمبک نیز با نام «کنسرت‌های آموزشی» در مقابل جمعیتی محدود برگزار، و ضبط می‌شد. هدف این کنسرت‌ها ایجاد فضایی برای تجربهٔ تک‌نوازی بود، و خود لطفی نیز در این مجالس به نوازندگی می‌پرداخت؛ که یکی از تک‌نوازی‌های وی در این مجالس در آواز بیات اصفهان، در آلبوم چاووش ۸ منتشر گردید. ارشد تهماسبی این تک‌نوازی را زیباترین تک‌نوازی تاریخ تار می‌داند، و کیوان ساکت نیز آن را قطعه‌ای بی‌نظیر معرفی می‌کند. هوشنگ ابتهاج در مورد این تک‌نوازی چنین گفته:
«... هیچ نوازنده‌ای نه پیش از او، نه در زمانِ او و نه احتمالاً بعد از او، هیچ‌کس این کارو نکرده، و نمی‌تونه بکنه.»
ابتهاج همچنین در شعری از خود در خصوص محمدرضا لطفی چنین می‌گوید:
| بی تو آری غزل «سایه» ندارد «لطفی» |
| باز راهی بزن ای دوست که آهی بزنیم |

### سخت‌گیری‌ها پس از انقلاب ۵۷ و خروج از ایران
متصدیان امورِ آن زمان، نهایتاً از انتشار کاست‌های موسیقی در کانون چاووش جلوگیری کردند و اتاق تکثیر این کانون را بستند. اما لطفی با ظرافتی خاص قانون را دور زد و کاست به یاد درویش‌خان را منتشر کرد. لطفی بر روی شیرازهٔ این کاست نوشت: «نوار خصوصی برای علاقه‌مندان موسیقی (غیرقابل تکثیر) قیمت ۱۵۰ تومان.» وی آلبوم به یاد طاهرزاده را نیز با همین شکل منتشر کرد؛ و بدین شکل دیگرانی همچون عطاالله جنگوک و زیدالله طلوعی نیز با همین روش، آلبوم‌های نوازندگی خود را به بازار فرستادند.

#### انتشار نخستین سه‌تارنوازی
محمدرضا لطفی هم‌زمان که به نوازندگی تار مشغول بود، سه‌تار نیز می‌نواخت؛ اما نخستین‌باری که سه‌تارنوازیِ لطفی به صورتِ رسمی شنیده‌شد سال ۱۳۶۲، هم‌زمان با انتشار آلبوم به یاد درویش‌خان بود — با اینکه ابتهاج ۸ سال پیش از آن از او خواسته بود تا اثری با نوازندگی سه‌تار منتشر کند . انتشار این آلبوم شور و اشتیاق فراوانی را در میانِ جوانان برای یادگیریِ سه‌تار به راه انداخت؛ تا آنجا که مدرسانِ سه‌تار کانون چاووش که تنها لطفی و محمد فیروزی شامل آن می‌شدند، از عهدهٔ آموزش این تعداد متقاضی برنیامدند، و مدرسانِ تارِ کانون نیز نهایتاً به آموزش سه‌تار مشغول شدند.
ساز سه‌تار تا پیش از انقلاب ۱۳۵۷ سازی مهجور بود، که در طی سال‌ها تنها یک نوازندهٔ مطرح به نوازندگیِ این ساز مشغول بود: احمد عبادی. لطفی در نخستین اجرایی که با سه‌تار منتشر کرد، همان روشی را پیش گرفت که پیش از این با تار پیش گرفته بود. او مبنای نوازندگی‌اش را ردیف قرار داده بود و آن را با نوازندگی مجلسی، به شکل به‌هنجاری ترکیب کرد و به نمایش گذاشت. او در نوازندگیِ سه‌تار بیش از هر کسی تحت تأثیر ابوالحسن صبا بود، و اندک گرایشی نیز به نوازندگی احمد عبادی داشت. آلبوم به یاد درویش‌خان نتیجهٔ ۸ سال تلاش و زحمتِ لطفی بر روی ساز سه‌تار بود که نتیجهٔ خارق‌العاده‌ای داشت. لطفی بعدها نیز در اجراهایی که با ساز سه‌تار در خارج از ایران انجام داد، بیشتر از همین روشِ سه‌تار نوازی استفاده کرد. همچنین دیگر نکتهٔ قابلِ توجه آلبوم به یاد درویش‌خان این بود که لطفی برای نخستین بار در این آلبوم به آوازخوانی پرداخت.

#### خروج از ایران و انحلال کانون چاووش
در سال ۱۳۶۳ بیشتر آموزشگاه‌ها و مراکز موسیقی، یکی پس از دیگری به دست «ادارهٔ اماکن» بسته و پلمپ می‌شدند. در آن زمان لطفی نه می‌توانست کنسرتی اجرا کند، نه آلبومی روانهٔ بازار کند و نه حتی کلاس‌های آموزشی برگزار کند. در آن سال‌ها به گفتهٔ ارشد تهماسبی، هیچ‌کس حتی نمی‌توانست ساز با خودش حمل کند. بدین گونه بود که دیگر محمدرضا لطفی نمی‌توانست ماندن در ایران را تاب بیاورد؛ و او که زمانی با خروجِ مجید درخشانی از ایران قاطعانه مخالفت کرده‌بود، خودش مجبور شد ایران را ترک کند.
لطفی در ابتدا برای برگزاریِ یک کنسرت به کشور ایتالیا سفر کرد، که عده‌ای معتقدند پس از همین سفر در اروپا اقامت کرد. اما ارشد تهماسبی با توجه به فعالیت‌هایی که در آن سال به همراه محمدرضا لطفی داشته، و تاریخ‌هایی که لطفی در دفتر او ثبت کرده، معتقد است لطفی پس از این سفر به ایران بازگشت، چند ماهی را در ایران سپری کرد، و نهایتاً دوباره به ایتالیا سفر کرد، و این سفر دوم بود که منجر به اقامت وی در اروپا شد. تاریخ خروج از ایران را، خود لطفی سال ۱۳۶۴ ذکر می‌کند، و توضیح می‌دهد که قرار بود پس از دو هفته به ایران بازگردد، اما با قرارگرفتنش در تورهای کنسرت اروپا و آمریکا، پس از گذشت ۲ سال، شرایطش به شکلی تغییر کرده که مانع بازگشت‌اش به ایران شده است.
کانون چاووش مدتی پس از سفر محمدرضا لطفی و حسین علیزاده — که پیش از وی به اروپا رفته‌بود — نیز به فعالیت‌های خود ادامه داد، اما نهایتاً هنگام بازدید مسؤولان دولتی از این مرکز، به دلیل عدم حضور مدیر و صاحب امتیاز، (حسین علیزاده) این مکان پلمپ؛ و کانون چاووش در سال ۱۳۶۳ عملاً تعطیل شد.

### اقامت در آمریکا
پس از خروجش از ایران، با حسین علیزاده در ارتباط بسیار نزدیکی بود و با او به دونوازی می‌پرداخت. حسین علیزاده این دونوازی‌ها را به دلیل حس مشترکی که آن دو با بیانی متفاوت در اجراهایشان داشتند، اجراهایی منقلب‌کننده می‌داند. این دو سپس با حسین عمومی و محمد قوی‌حلم همراه شدند. در سال ۱۹۸۶ گروه چهارنفرهٔ آنان کنسرت بزرگی را در پاریس برگزار کرد. این گروه سپس برای تور کنسرتی به آمریکا رفت، که به گفتهٔ حسین علیزاده، محمدرضا لطفی خیلی با اکراه در سفر به آمریکا با آنان همراه شد، اما به محض رسیدن به آمریکا به دنبال راه‌هایی گشت که بتواند در آمریکا بماند.
او نهایتاً در سال ۱۳۶۵ در آمریکا اقامت گزید، و تا سال ۱۳۸۵ به ایران بازنگشت. او در طولِ این سال‌ها، علاوه بر کنسرت‌های متعدد در سراسر آمریکا، مؤسسه فرهنگی و هنری آوای شیدا را در واشینگتن، دی.سی. بنیان گذاشت، و شعبه‌های دیگر آن را در شهرهای مختلف جهان از جمله پاریس، زوریخ و ژنو بازگشایی کرد.
محمدرضا لطفی در سال ۱۳۸۵ به ایران بازگشت و با تربیت شاگردانی در مکتب خانه میرزا عبدالله و ثبت آثاری در مؤسسه آوای شیدا به فعالیت هنری خود ادامه داد.
او در این سال‌ها با ساخت و تهیه برنامه‌های شناخت موسیقی و تاریخ موسیقی و پخش آن‌ها از رادیو فرهنگ گامی دیگر در مسیر آشنا کردن مردم با موسیقی ایرانی برداشت.
از خوانندگانی که در طول سالیان فعالیت هنری با او همکاری کرده‌اند می‌توان به عبدالله دوامی، مرضیه، نصرالله ناصح‌پور، محمدرضا شجریان، شهرام ناظری، هنگامه اخوان، صدیق تعریف، زویا ثابت، علیرضا شاه‌محمدی، محمد معتمدی اشاره کرد.

## همکاری با دیگران
- لطفی در اثری مشترک با احسان طبری در آلبوم موسیقی‌ای با نام از میان ریگ‌ها و الماس‌ها بعد از انقلاب ۵۷ در کنار شعرخوانی طبری به بداهه‌نوازی پرداخته است.[۶۲]
- موسیقی متن فیلم حاجی واشنگتن به کارگردانی علی حاتمی ساخته محمدرضا لطفی است. این فیلم در سال ۱۳۶۱ ساخته شد.[۶۳]
- محمدرضا لطفی با بداهه‌نوازی تار و محمود دولت‌آبادی با بداهه‌خوانی رمان سترگ کلیدر اثر مشترکی را خلق کردند. به گفته محمود دولت‌آبادی متن بازخوانی‌شده این رمان، از اوایل سال ۱۳۸۳ برای کسب مجوز از سوی نشر ثالث به وزارت ارشاد رفته بود، اما سرانجام به گفته محمود دولت‌آبادی این اثر مجوز نشر دریافت نکرده و منتشر نشده است.[۶۴][۶۵]

## کتاب سال شیدا
از اوایل دههٔ هفتاد کتابی تحت عنوان کتاب سال شیدا به کوشش محمدرضا لطفی چاپ شد. تا دههٔ نود این کتاب وارد بازار کتاب می‌شد و موضوع و مطالب کتاب حاوی مقالات گردآوری شده به قلم موسیقیدان‌های ایرانی و همچنین مقالات ترجمه شده در باب موسیقی بود. محمدرضا لطفی در هر شمارهٔ کتاب مقاله‌ای پژوهشی از موسیقی ارائه می‌داد. این کتاب در هر نوبت بعضاً به دست ناشرهای مختلف به چاپ می‌رسید. طرح جلد کتاب کاری از مرتضی ممیز بود.

## مؤسسه فرهنگی و هنری آوای شیدا
با بازگشت محمدرضا لطفی به ایران در سال ۱۳۸۵ مؤسسه فرهنگی و هنری آوای شیدا دوره جدید فعالیت خود را آغاز کرد. سیاست فرهنگی این مؤسسه به وسیله محمدرضا لطفی مدیر هنری و اجرایی، طراحی شده و هدف آن تولید موسیقی هنری از هر نوعی بود. به جز آثار لطفی، آوای شیدا تولیدات هنری دیگر هنرمندان را نیز در دستور کار خود داشت.

## گروه بانوان شیدا
محمدرضا لطفی پس از بازگشت به ایران گروه بانوان شیدا را راه‌اندازی کرد و کنسرت‌هایی را با این گروه اجرا نمود. برخی از اعضای این گروه عبارت بودند از: نازنین بازرگانی، پویا لقایی، کتایون ملک مطیعی، تینا پیرهادی، المیرا نصیری، آزاده شمس، فریما موفقی، هنگامه مشهدی الاصل، ساناز ستارزاده، سپیده مشکی.

## آموزش

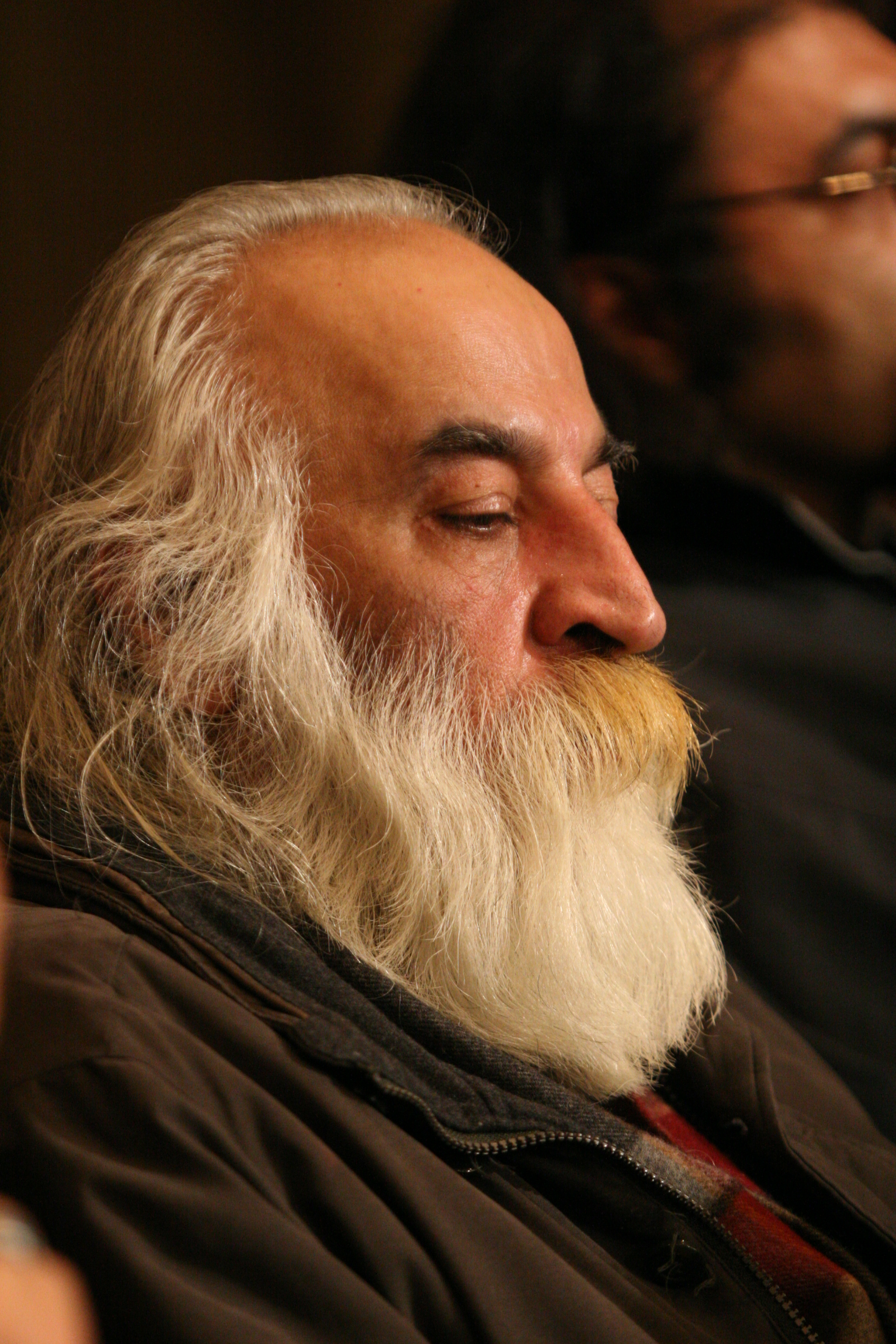
محمدرضا لطفی

### مکتب‌خانه میرزا عبدالله
هنرستان آزاد موسیقی (مکتب‌خانه میرزا عبدالله) موسسه‌ای آموزشی است که به سرپرستی و زیر نظر محمدرضا لطفی در سال ۱۳۷۲ تشکیل شد. این مکتب‌خانه به تعلیم ساز و آواز ایرانی با متد تاریخی آن یعنی سینه به سینه (شفاهی) می‌پردازد. محتوای دروس بر پایهٔ ردیف میرزا عبدالله فراهانی بوده که تحت نام «متن و حاشیه ردیف» شناخته شده است. در کنار آموزش ردیف به پیشرفت فن (تکنیک) نوازندگی هنرجویان، با متد برگرفته از ردیف نیز توجه می‌شود.

### شاگردان
محمدرضا لطفی شاگردان بسیاری را تربیت کرد و از وی به عنوان یکی از بزرگ‌ترین مدرسان موسیقی یاد می‌کنند. از میان شاگردانش می‌توان اردشیر کامکار، حمید متبسم، مجید درخشانی، صدیق تعریف، بیژن کامکار، ارشد طهماسبی، مازیار شاهی، سلمان سالک، هادی منتظری و زیدالله طلوعی را نام برد.

## حواشی
در سال‌های پایانی عمر محمدرضا لطفی برخی از کنسرت‌های وی اجازه برگزاری نیافتند، در شهریور سال ۱۳۹۱ تور موسیقی محمدرضا لطفی که از ۲۵ شهریور ماه ۱۳۹۱ در شهر ساری آغاز شده و قرار بود در چهار شهر استان مازندران به صحنه رود؛ به دلیل نگرفتن مجوز در شهر بابلسر لغو شد. در اردیبهشت ۱۳۹۲ کنسرت محمدرضا لطفی در شهر اندیمشک و همچنین کنسرت شب دوم این هنرمند در شهر بهبهان هم لغو شد، لغو این کنسرت در شرایطی بود که این کنسرت مجوز داشته و مخاطبان برای اجرای شب دوم نیز بلیت خریداری کرده بودند. محمد رضا لطفی در یک نشست خبری در آبان ۱۳۹۰ با انتقاد از مشکلاتی که وزارت ارشاد بر سر پوستر کنسرت او ایجاد کرد گفت: پوستر کنسرت اخیر ما که با تصویری از من است به خاطر موها و ریش من به مشکل برخورده است! در حالی با عکس من در این پوستر سخت‌گیری می‌کنند، که همین عکس از من در روزنامه‌ها چاپ می‌شود و حتی زمانی نیز که برای اولین بار به صداوسیما رفتم هم با همین موها و ریش‌ها رفتم.

## زندگی شخصی
موسیقی ایرانی بدون هنر بداهه می‌میرد.

—لطفی در مورد موسیقی ایرانی
لطفی دوران سربازیِ خود را با سپاهِ دانش به سنندج رفته بود و در همین زمان با خانوادهٔ کامکار آشنا شد. به‌واسطهٔ همین آشنایی وی با قشنگ کامکار ازدواج کرد که امید لطفی حاصلِ این ازدواج است. لطفی و کامکار در سال ۱۳۵۷ از یکدیگر جدا شدند. سرود لطفی فرزند دیگر محمدرضا لطفی می‌باشد که حاصل ازدواج دوم اوست.

## درگذشت
محمدرضا لطفی صبح روز جمعه، ۱۲ اردیبهشت ماه ۱۳۹۳ بر اثر بیماری سرطان پروستات در ۶۷ سالگی در بیمارستان پارس تهران درگذشت. او در «باغ مزار لطفی» واقع در محله سرچشمه گرگان به خاک سپرده شد.

### واکنش‌ها و پیام‌های تسلیت در پی درگذشت لطفی
- محمدرضا شجریان سوگنامه‌ای در فراق لطفی منتشر کرد:

«استاد محمدرضا لطفی آن یار دیرینهٔ بی‌همتا به جاودانگی پیوست. او تمام زندگیش تلاش و دقت و وسواس در موسیقی نژاده و ردیف بجا مانده از میراث‌داران موسیقی کهن و آموزش به شاگردان بود. دستی توانا در نواختن و فکری سنتی در اصالت تاریخی آهنگ و نغمه با حال و هوا و شور و شیدایی خاص خود داشت. از شروع زندگی موسیقائی‌اش به شکلی تأثیرگذار در عرصه هنر و جاودانگی سنت‌های آن راه پیمود و به انجام رساند. همواره دلسوز طبقه کارآمد کم‌درآمد بود. حیف و صد حیف که زود درگذشت و ما را سوگوار کرد. با تأثر فراوان.»

- پیام تسلیت حسین علیزاده:

«آن نغمه سرا از تو چرا جدا شد»
محمدرضا لطفی از ما جدا شد …
ملت ایران، امروز در سوگ خاطرات و زندگی عاشقانه‌شان نشسته‌اند، تا جاودانه نغمه‌هایش را بر لب داشته باشند.
یاد و خاطره محمدرضا لطفی جاودان.

- شهرام ناظری: باز هم یکی دیگر از پرچمداران موسیقی سنتی ایران، جهان بی‌بنیاد را وداع گفت. فقدان موسیقیدان برجسته استاد محمدرضا لطفی ضایعه‌ای است جبران‌ناپذیر برای جامعه فرهنگی ایران[۹۴]
- مجید انتظامی با اظهار تأسف از درگذشت این نوازندهٔ پیشکسوت تار، گفت: بسیار متأسفم که کسانی مانند محمدرضا لطفی که در کار خود استاد هستند، به این راحتی از جمع ما می‌روند.[۹۵]
- اکبر گلپایگانی در گفتگو با بخش فارسی صدای آمریکا ضمن تسلیت به همه هنرمندان و هنردوستان، آقای لطفی را این‌گونه توصیف کرد: «او یک نوازنده ردیف دان بی نظیری بود … ضمن این که پایش را گذاشت بالاتر و آن دوره عالی را دید که بداهه نوازی است.»[۹۶]
- همچنین دفتر رئیس‌جمهوری حسن روحانی،[۹۷]علی جنتی وزیر فرهنگ و ارشاد اسلامی،[۹۸]محمود احمدی‌نژاد[۹۹]احمد مسجد جامعی رئیس شورای شهر تهران،[۱۰۰]علی مرادخانی معاون امور هنری وزیر فرهنگ و ارشاد اسلامی.[۱۰۱]مسعود سلطانی‌فر رئیس سازمان میراث فرهنگی، صنایع دستی و گردشگری[۱۰۲] کانون ساز سازان[۱۰۳]فرهنگ شریف، فرهاد فخرالدینی، هوشنگ ظریف، محمد سریر، کیهان کلهر،[۱۰۴]درویش‌رضا منظمی، هادی منتظری کیوان ساکت، حسام‌الدین سراج، پیروز ارجمند تاج‌الدینی مدیرکل دفتر موسیقی معاونت هنری وزارت فرهنگ و ارشاد اسلامی، مهدی افضلی مدیرعامل مؤسسه توسعه هنرهای معاصر[۱۰۵][۱۰۶]هنگامه اخوان،[۱۰۷]کیخسرو پورناظری،[۱۰۸]عبدالحسین مختاباد، همایون شجریان و علیرضا قربانی هم در پیام‌ها و نوشته‌هایی درگذشت محمدرضا لطفی را به مردم و جامعه هنری تسلیت گفتند.[۱۰۹][۱۱۰][۱۱۱][۱۱۲]

### آیین تشییع پیکر محمدرضا لطفی در تهران
پیکر محمدرضا لطفی صبح ۱۴ اردیبهشت ۱۳۹۳ روی دوش دوستداران و شاگردانش، از مقابل تالار وحدت، به سمت زادگاهش گرگان بدرقه شد.
محوطه تالار وحدت و خیابان استاد شهریار که منتهی به این تالار می‌شود برای وداع با محمدرضا لطفی مملو از جمعیت بود. این مراسم با پخش قطعه موسیقی ایران، ای سرای امید اثر محمدرضا لطفی و با صدای محمدرضا شجریان آغاز شد. در این مراسم علی جنتی وزیر فرهنگ و ارشاد اسلامی گفت: من از طرف رئیس‌جمهور این ضایعه بزرگ را خدمت همه علاقه‌مندان این هنرمند مردمی تسلیت عرض می‌کنم.
در این مراسم علی‌اکبر شکارچی، محمود دولت‌آبادی، حسین علیزاده و داریوش طلایی سخنرانی کردند و همچنین افرادی چون بهزاد فراهانی، محمد سریر، هوشنگ ظریف، داوود گنجه‌ای، حمید متبسم، هنگامه اخوان، ارشد تهماسبی، حسین فریدون، کیوان ساکت، پیروز ارجمند، مسعود شعاری، بهداد بابایی، بیژن بیژنی، اکبر زنجانپور، بیژن امکانیان، علی دهکردی، محسن آرمین، علی مرادخانی و محمد اصفهانی حضور داشتند.

### خاکسپاری در گرگان
مراسم تشییع و خاکسپاری محمدرضا لطفی صبح ۱۵ اردیبهشت ماه ۱۳۹۳ در گرگان و در بافت قدیمی شهر «محله سبزه مشهد» انجام شد. پیکر محمدرضا لطفی بعد از خروج از تالار فخرالدین اسعد گرگانی و نواخته شدن از مارش عزا به‌سوی جایگاه خاکسپاری روانه شد. بسیاری از هنرمندان مطرح در این مراسم حضور داشتند.

## یادبودها
- مراسم یادبود محمدرضا لطفی، عصر ۲۱ اردیبهشت ۱۳۹۳ در مسجد جامع شهرک غرب تهران برگزار شد. در این مراسم احمد مسجدجامعی رئیس شورای شهر تهران به سخنرانی پرداخت. شرکت‌کنندگان در این مراسم عبارت بودند از: محمدرضا شجریان، حسین علیزاده، بیژن کامکار، داریوش طلایی، محمد سریر، مهدی خزعلی، علی مرادخانی، علی‌اکبر شکارچی، صدیق تعریف، ارشد طهماسبی، کیوان ساکت، اردشیر کامکار، فرخ مظهری، بیژن بیژنی و…[۱۱۶]
- حسین علیزاده ۱۶ اردیبهشت ۱۳۹۳ کنسرتی را با همراهی گروه هم‌آوایان در گرگان به یاد محمدرضا لطفی اجرا کرد.[۱۱۷]
- مراسم چهلمین روز درگذشت محمدرضا لطفی، ۳۱ خرداد ۱۳۹۳ در تالار وحدت برگزار شد. در این مراسم هنرمندانی چون حسین علیزاده و علی‌اکبر شکارچی به اجرای موسیقی پرداختند. محمود دولت‌آبادی، فریدون شهبازیان، شهرام ناظری، کیخسرو پورناظری، مصطفی کمال پورتراب، امین‌الله رشیدی، مجید کیانی، محمدعلی بهمنی، هوشنگ کامکار، اردوان کامکار، هادی خامنه‌ای، رامبد صدیف و… در این مراسم حضور داشتند.[۱۱۸]
- مراسم شصت‌ونهمین زادروز محمدرضا لطفی، ۱۸ دی ۱۳۹۴ در فرهنگسرای نیاوران برگزار شد. در این مراسم علی‌اکبر شکارچی، ارشد طهماسبی، بیژن کامکار، نجمه تجدد، صدیق تعریف، محمد سریر، داود گنجه‌ای، قطب‌الدین صادقی، مسعود شعاری، علی مرادخانی حضور داشتند و در مورد شخصیت و آثار لطفی صحبت کردند.[۱۱۹]
- آلبوم قافله‌سالار عشق،[۱۲۰][۱۲۱] در سوگ محمدرضا لطفی، به آهنگسازی مازیار شاهی[۱۲۲] و خوانندگی سالار عقیلی[۱۲۳] در دومین سالگرد درگذشت وی منتشر شد. هنرمندان سرشناسی چون محمود دولت‌آبادی، جواد مجابی،[۱۲۴] بهزاد فراهانی، اکبر زنجان‌پور، مهدی صباغی و رضا ژاله، در مراسمی گرد هم آمدند تا به بهانهٔ انتشار این آلبوم، یاد محمدرضا لطفی را گرامی بدارند.[۱۲۵]